# العلاقات الألمانية الإندونيسية
العلاقات الألمانية الإندونيسية هي العلاقات الثنائية التي تجمع بين ألمانيا وإندونيسيا.

## مقارنة بين البلدين
هذه مقارنة عامة ومرجعية للدولتين:
| وجه المقارنة                                              | ألمانيا                                                                              | إندونيسيا         |
| --------------------------------------------------------- | ------------------------------------------------------------------------------------ | ----------------- |
| المساحة (كم2)                                             | 357.41 ألف                                                                           | 1.90 مليون        |
| عدد السكان (نسمة)                                         | 81.29 مليون                                                                          | 263.99 مليون      |
| الكثافة السكانية (ن./كم²)                                 | 227.44                                                                               | 138.94            |
| العاصمة                                                   | بون، برلين                                                                           | جاكرتا            |
| اللغة الرسمية                                             | اللغة الألمانية                                                                      | اللغة الإندونيسية |
| العملة                                                    | يورو، مارك ألماني                                                                    | روبية إندونيسية   |
| الناتج المحلي الإجمالي (بليون دولار)                      | 3.68 تريليون                                                                         | 1.02 تريليون      |
| الناتج المحلي الإجمالي (تعادل القوة الشرائية) بليون دولار | 3.92 تريليون                                                                         | 2.85 تريليون      |
| الناتج المحلي الإجمالي الاسمي للفرد دولار أمريكي          | 41.31 ألف                                                                            | 3.35 ألف          |
| الناتج المحلي الإجمالي للفرد دولار أمريكي                 | 46.40 ألف                                                                            | 10.52 ألف         |
| مؤشر التنمية البشرية                                      | 0.926                                                                                | 0.684             |
| رمز المكالمات الدولي                                      | +49                                                                                  | +62               |
| رمز الإنترنت                                              | .de                                                                                  | .id               |
| المنطقة الزمنية                                           | توقيت وسط أوروبا، ت ع م+01:00، ت ع م+02:00، توقيت أوروبا الوسطى المعياري (ت غ م +1) ‏ |                   |

## مدن متوأمة
في ما يلي قائمة باتفاقيات التوأمة بين مدن ألمانية وإندونيسية:
- ترتبط براونشفايغ مع باندونغ باتفاقية توأمة منذ 1986.[17][17][17][17]
- ترتبط برلين مع جاكرتا باتفاقية توأمة منذ 14 مايو 1994.[18][18][19][19]
- ترتبط هيلدسهايم مع بادنغ باتفاقية توأمة.
- ترتبط هيلدسهايم مع بادنغ باتفاقية توأمة منذ 1965.
- ترتبط بون مع يوغياكارتا باتفاقية توأمة منذ 1983.

## منظمات دولية مشتركة
يشترك البلدان في عضوية مجموعة من المنظمات الدولية، منها:
| علم المنظمة | اسم المنظمة                                                | تاريخ انضمام ألمانيا | تاريخ انضمام إندونيسيا |
| ----------- | ---------------------------------------------------------- | -------------------- | ---------------------- |
|             | مؤسسة التمويل الدولية                                      | 20 يوليو 1956        | 23 أبريل 1968          |
|             | يونسكو                                                     | 11 يوليو 1951        | 27 مايو 1950           |
|             | العملية المشتركة للاتحاد الأفريقي والأمم المتحدة في دارفور | ?                    | ?                      |
|             | مؤسسة التنمية الدولية                                      | 24 سبتمبر 1960       | 20 أغسطس 1968          |
|             | المركز الدولي لتسوية المنازعات الاستشارية                  | 18 مايو 1969         | 28 أكتوبر 1968         |
|             | وكالة ضمان الاستثمار متعدد الأطراف                         | 12 أبريل 1988        | 12 أبريل 1988          |
|             | منظمة حظر الأسلحة الكيميائية                               | 29 أبريل 1997        | ?                      |
|             | الاتحاد الدولي للاتصالات                                   | 1866                 | 1949                   |
|             | الأمم المتحدة                                              | 18 سبتمبر 1973       | 28 سبتمبر 1950         |
|             | منظمة الشرطة الجنائية الدولية                              | ?                    | 5 أكتوبر 1954          |
|             | مجموعة العشرين                                             | 26 سبتمبر 1999       | ?                      |
|             | البنك الدولي للإنشاء والتعمير                              | 14 أغسطس 1952        | 13 أبريل 1967          |
|             | الفريق المعني برصد الأرض                                   | ?                    | ?                      |
|             | الاتحاد البريدي العالمي                                    | 1 يوليو 1875         | ?                      |
|             | منظمة التجارة العالمية                                     | ?                    | ?                      |
|             | المنظمة الهيدروغرافية الدولية                              | ?                    | ?                      |
|             | بنك التنمية الآسيوي                                        | 1966                 | 1966                   |

## أعلام
هذه قائمة لبعض الشخصيات التي تربطها علاقات بالبلدين:
- إرنست دويس ديكر (8 أكتوبر 1879[41][42] – 28 أغسطس 1950[41][42])
- بيورن فاو (لاعب كرة مضرب ألماني، 4 أكتوبر 1979 – )
- جوي الكسندر (25 يونيو 2003 – )
- سينتا لاورا (17 أغسطس 1993 – )
- نادين تشانراويناتا (8 مايو 1984 – )
- نيكولاس سابوترا (ممثل إندونيسي، 24 فبراير 1984 – )
- نينو فرنانديز (ممثل إندونيسي، 13 يناير 1984 – )
- يوسف حبيبي (رئيس أندونيسي سابق، 25 يونيو 1936[43] – )

## وصلات خارجية
- موقع وزارة الخارجية الألمانية
- موقع وزارة الخارجية الإندونيسية